# Plagiostropha
Plagiostropha is een geslacht van weekdieren uit de klasse van de Gastropoda (slakken).

## Soorten
- Plagiostropha bicolor Chino & Stahlschmidt, 2010
- Plagiostropha caledoniensis Wells, 1995
- Plagiostropha costata Wells, 1995
- Plagiostropha flexus (Shuto, 1983)
- Plagiostropha hexagona Wells, 1995
- Plagiostropha opalus (Reeve, 1845)
- Plagiostropha quintuplex Melvill, 1927
- Plagiostropha roseopinna Chino & Stahlschmidt, 2010
- Plagiostropha rubrifaba Chino & Stahlschmidt, 2010
- Plagiostropha sinecosta Wells, 1991
- Plagiostropha vertigomaeniana Chino & Stahlschmidt, 2010